# Pīr Gārī
Pīr Gārī (persiska: پیر گاری) är en ort i Iran.   Den ligger i provinsen Khuzestan, i den centrala delen av landet, 500 km sydväst om huvudstaden Teheran. Pīr Gārī ligger 81 meter över havet och antalet invånare är 359.
Terrängen runt Pīr Gārī är huvudsakligen platt, men åt sydost är den kuperad. Runt Pīr Gārī är det ganska tätbefolkat, med 80 invånare per kvadratkilometer. Närmaste större samhälle är Shūshtar, 11,9 km nordväst om Pīr Gārī. Omgivningarna runt Pīr Gārī är i huvudsak ett öppet busklandskap.